# 李月汝
李月汝 (リー・ユエル、Li Yueru、1999年3月28日 -）は、中華人民共和国の女子バスケットボール選手。ポジションはセンター。バスケットボール女子中華人民共和国代表選手。
中国山西省長治市生まれ。2010年にバスケットボールを始め、2015年に中国女子バスケットボールリーグの広東チームに入団。2018-19シーズンに優勝してMVPを受賞した。2019年のWNBAドラフト会議でアトランタ・ドリームから指名されている。

## 中国代表歴

### 育成年代
2015年 バスケットボールアジアU-16選手権で優勝。1試合平均22.7得点を記録して大会得点王となり、MVPを受賞した。
2016年 FIBA U17バスケットボール・ワールドカップで4位。同年のバスケットボールアジアU-18選手権で優勝し、18.1得点と16.3リバウンド（大会1位）を記録した。

### A代表
2017年に18歳で中国代表チームに選出され、2017年FIBA女子アジアカップで3位となった。19.3得点（大会2位）9.3リバウンドを記録し、オールスター5に選出された。
2018年、8月に開幕したジャカルタ・アジア大会の決勝で韓国を破って優勝した。同月下旬に開幕した2018年FIBA女子バスケットボール・ワールドカップスペイン大会にも出場して1試合平均7.1得点を記録。
2019年、FIBAアジアカップで準優勝。9.2得点と9.6リバウンド（大会1位）を記録した。
2020年、ベオグラードで開催された東京オリンピック世界最終予選に出場。
2021年、東京オリンピックで5位。個人成績は1試合平均14.8得点8.3リバウンド2.8アシストで、EFFは全選手中6位を記録した。9月開幕の2021年FIBA女子アジアカップで準優勝。15.6得点（大会2位）と7.4リバウンド3.2アシストを記録して2大会ぶりにオールスター5に選出された。
2022年FIBA女子バスケットボール・ワールドカップで準優勝。セカンドチームに選出された。